# Illes Izvesti TSIK
Les illes Izvesti TSIK o illes Izvesti Tsik (rus: острова́ Изве́стий ЦИК, ostrovà Izvetsi TsIK), també conegudes com a illes Izvéstia, són un grup d'illes que es troben al mar de Kara, a la Federació Russa. Formen part del krai de Krasnoiarsk i la Reserva Natural del Gran Àrtic, la reserva natural més gran de Rússia.

## Geografia
L'arxipèlag inclou dues illes grans i dues petites cobertes de tundra, còdols i gel. Tenen una superfície de 90 km² i es troben al mar de Kara, a uns 150 km de la costa de Sibèria i només 45 km al nord del grup d'illes més proper, les illes de l'Institut Àrtic. L'illa més gran és Troinoi amb una longitud de 27 km i una altura màxima de 42 metres. El mar que envolta les illes Izvesti Tsik està cobert de gel durant tot l'hivern i fins i tot durant l'estiu es conserven nombrosos bancs de gel. L'estret entre Pologui-Sergeieva i l'illa de Gavrilina es coneix com a Proliv Belukha.
Durant l'estiu les illes són un refugi d'aus migratòries.

## Història
Les illes van rebre el nom de Известия Центрального Исполнительного Комитета, Izvéstia Tsentralnogo Ispolnitelnogo Komiteta, que era el nom sencer del diari Izvéstia. El 1939 es va fer un estudi topogràfic de les illes.
A l'illa de Troinoi hi ha una estació científica (Poliarnaia Stantsia) que es va fundar el 1953 i en la qual hi viuen els únics habitants de l'arxipèlag. El setembre de 2016 l'estació meteorològica va ser envoltada per uns 10 óssos polars adults i els seus cadells, cosa que feia perillosa la sortida dels científics. Un vaixell va poder dur gossos i bengales a l'illa, cosa que va permetre als científics, que havien estat atrapats durant dues setmanes, foragitar els óssos.